# Witzenhausen
Witzenhausen è un comune tedesco di 15 005 abitanti situato nel land dell'Assia.

## Gemellaggi
È gemellato con:
- Vignola, dal 1982